# Chelsea Waterworks Company

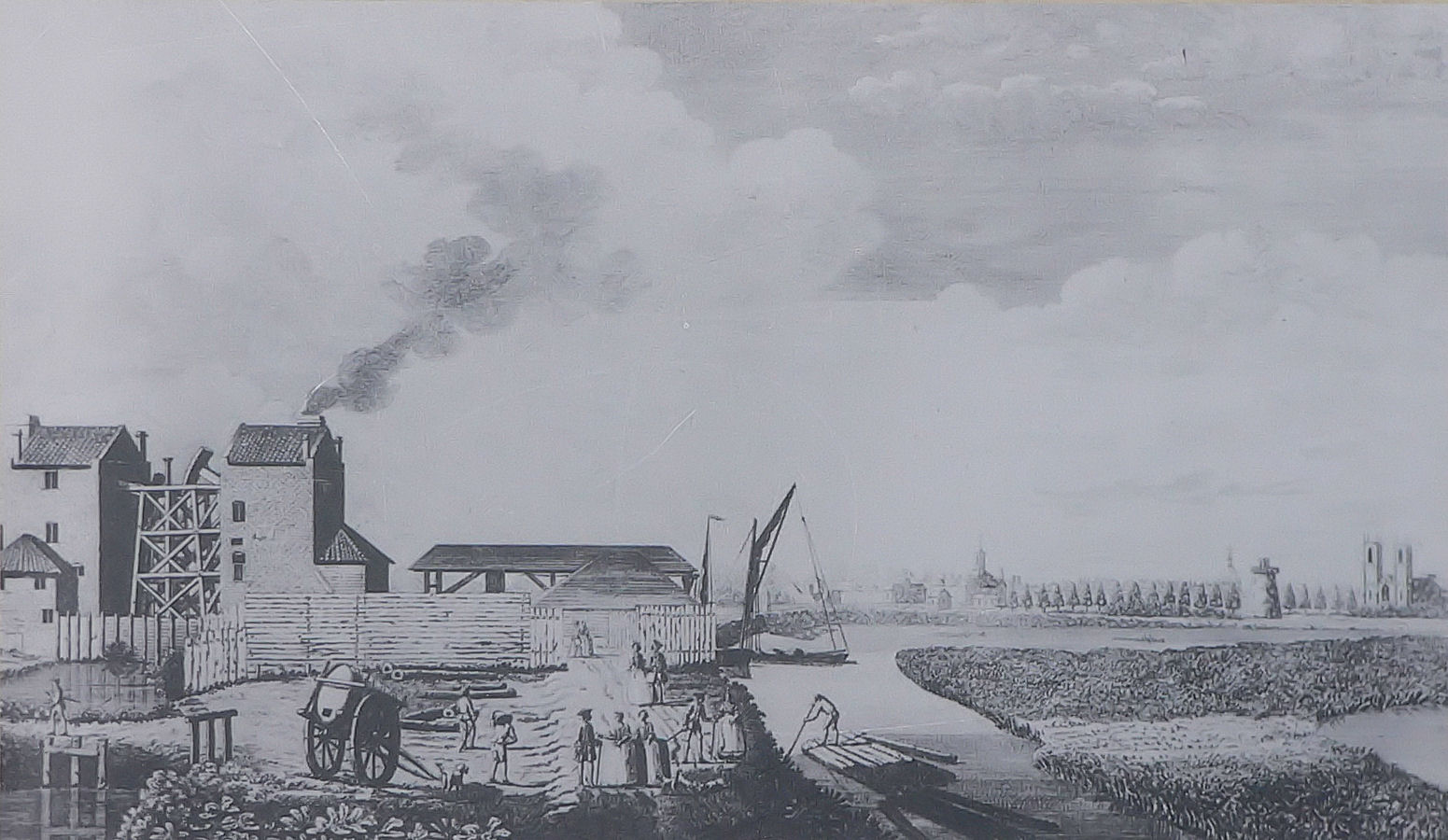
Chelsea Waterworks en 1752

Chelsea Waterworks Company était une entreprise londonienne de distribution d'eau créée en 1723, qui fournissait de l'eau à de nombreux districts du centre de Londres pendant les XVIIIe et XIXe siècles. Ses fonctions sont reprises par le Metropolitan Water Board en 1902.